# 会津交通
会津交通株式会社（あいづこうつう）は、福島県会津若松市に本社を置くタクシー、バス事業者である。
タクシー、貸切バスのほか、磐梯町のコミュニティバスを運行している。

## 沿革
- 1953年8月6日 - 株式会社若松タクシーとして設立。当時の資本金は1,000万円。
- 1954年6月 - 会津交通株式会社に社名変更。
- 1955年8月 - 東山営業所開設。
- 1960年5月 - 芦ノ牧営業所開設。
- 1965年2月 - 資本金2,000万円に増資。
- 1969年9月 - 亀賀営業所開設。
- 1987年3月 - 貸切バス事業開始（1986年12月認可、小型バス2台）。
- 1991年3月 - 一ノ堰営業所開設。東山営業所廃止。
- 1998年10月 - 一ノ堰営業所廃止。
- 1999年12月 - 大型貸切バス認可。
- 2001年9月 - 「一般貸切旅客自動車運送業による乗合旅客運送」（いわゆる21条バス）認可。
- 2001年10月 - 磐梯町町内生活福祉バスの受託運行開始。
- 2002年3月 - 町北営業所開設。亀賀営業所廃止。
- 2003年1月 - 旭タクシー株式会社を吸収し、田島営業所とする。
- 2003年7月 - 訪問介護事業に参入。
- 2005年4月 - 合資会社西会津タクシーを吸収し、西会津営業所とする。
- 2006年8月 - 特定労働者派遣事業届出。
- 2007年4月 - 居宅介護支援事業認可。
- 2009年4月1日 - 南会津町舘岩地区のタクシー事業者会津高原タクシー有限会社の廃業により、舘岩地区のタクシー事業を引き継ぎ、舘岩営業所を開設。
  - 同時に株式会社会津高原プロジェクトが受託運行していた舘岩地域生活交通バスも、引き継いでいる。
- 2009年7月 - 下郷営業所開設。

## 事業所
| 事業所       | 所在地                                        |
| ------------ | --------------------------------------------- |
| 本社営業所   | 福島県会津若松市東栄町1-83                    |
| 町北営業所   | 福島県会津若松市町北町大字中沢字平沢181-3     |
| 芦ノ牧営業所 | 福島県会津若松市大戸町大字芦ノ牧字下夕平1013  |
| 西会津営業所 | 福島県耶麻郡西会津町大字野沢字下小屋乙3180-24 |
| 田島営業所   | 福島県南会津郡南会津町田島字谷地甲8-1         |
| 舘岩営業所   | 福島県南会津郡南会津町松戸原48                |
| 下郷営業所   | 福島県南会津郡下郷町大字栄冨字大光寺甲555-2   |

## 路線バス
- 磐梯町のコミュニティバスである、磐梯町町内生活福祉バスを受託運行している。　※詳細は『磐梯町町内生活福祉バス』の項を参照

## 関連会社
- 会津交通観光株式会社 - 旅行業